# Škarić
Škarić är en ort i Bosnien och Hercegovina.   Den ligger i entiteten Republika Srpska, i den nordöstra delen av landet, 130 km norr om huvudstaden Sarajevo. Škarić ligger 86 meter över havet och antalet invånare är 319.
Terrängen runt Škarić är mycket platt. Närmaste större samhälle är Gradačac, 17,2 km söder om Škarić.
Trakten runt Škarić består till största delen av jordbruksmark. Runt Škarić är det ganska tätbefolkat, med 67 invånare per kvadratkilometer.